# Lunds Universitets Diabetescenter
Lunds Universitets Diabetescenter, LUDC, är ett konsortium bestående av tiotalet forskargrupper med totalt cirka 140 forskare vilket gör det till ett av världens största centra inom området diabetesforskning. Arbetet bedrivs i Malmö och Lund.
LUDC bildades 2006 då en gemensam anslagsansökan från forskargrupperna beviljades av Vetenskapsrådet, det tioåriga så kallade Linnéstödet.
Den övergripande målsättningen för LUDC är att kartlägga grundläggande mekanismer bakom de olika diabetessjukdomarna.
LUDC ifrågasätter den gamla uppdelningen av diabetes i två former, typ 1 och typ 2. Sjukdomspanoramat ses som betydligt mer komplext än så.
Vägen till en bättre förståelse av diabetessjukdomarnas särdrag går via en kartläggning av de genetiska riskfaktorerna bakom samt deras samspel med miljö och livsstil.
Fördjupade kunskaper är en förutsättning för att nå målet – nya, effektivare och mer individanpassade behandlingar och på sikt metoder som kan förebygga och bota diabetes.
2009 beviljades LUDC, tillsammans med Uppsala universitet, ett femårigt anslag från regeringens prioritering av strategiska forskningsområden. Satsningen bedrivs under namnet EXODIAB - Excellence Of Diabetes Research in Sweden.
Samma år fick LUDC med samarbetsparter ett femårigt forskningsanslag från EU och läkemedelsindustrier för att flytta fram positionerna i kampen mot diabetessjukdomarnas komplikationer. Projektet heter SUMMIT - Surrogate markers for vascular Micro- and Macrovascular hard endpoints for Innovative diabetes Tools.